# Mouthier-en-Bresse
Mouthier-en-Bresse és un municipi francès, situat al departament de Saona i Loira i a la regió de Borgonya - Franc Comtat. L'any 2007 tenia 403 habitants.

## Demografia

### Població
El 2007 la població de fet de Mouthier-en-Bresse era de 403 persones. Hi havia 184 famílies, de les quals 52 eren unipersonals (8 homes vivint sols i 44 dones vivint soles), 80 parelles sense fills, 40 parelles amb fills i 12 famílies monoparentals amb fills.
La població ha evolucionat segons el següent gràfic:
Habitants censats

### Habitatges
El 2007 hi havia 313 habitatges, 185 eren l'habitatge principal de la família, 82 eren segones residències i 46 estaven desocupats. 306 eren cases i 4 eren apartaments. Dels 185 habitatges principals, 172 estaven ocupats pels seus propietaris, 11 estaven llogats i ocupats pels llogaters i 2 estaven cedits a títol gratuït; 7 tenien dues cambres, 32 en tenien tres, 70 en tenien quatre i 75 en tenien cinc o més. 158 habitatges disposaven pel capbaix d'una plaça de pàrquing. A 85 habitatges hi havia un automòbil i a 76 n'hi havia dos o més.

### Piràmide de població
La piràmide de població per edats i sexe el 2009 era:
| Homes | Edats   | Dones |
| ----- | ------- | ----- |
| 0     | 95 o +  | 0     |
| 4     | 90 a 94 | 0     |
| 8     | 85 a 89 | 4     |
| 0     | 80 a 84 | 4     |
| 24    | 75 a 79 | 32    |
| 16    | 70 a 74 | 16    |
| 24    | 65 a 69 | 32    |
| 4     | 60 a 64 | 0     |
| 20    | 55 a 59 | 12    |
| 8     | 50 a 54 | 16    |
| 8     | 45 a 49 | 4     |
| 20    | 40 a 44 | 20    |
| 4     | 35 a 39 | 8     |
| 8     | 30 a 34 | 4     |
| 16    | 25 a 29 | 4     |
| 0     | 20 a 24 | 8     |
| 8     | 15 a 19 | 12    |
| 4     | 10 a 14 | 4     |
| 12    | 5 a 9   | 12    |
| 8     | 0 a 4   | 8     |

## Economia
El 2007 la població en edat de treballar era de 216 persones, 145 eren actives i 71 eren inactives. De les 145 persones actives 139 estaven ocupades (80 homes i 59 dones) i 6 estaven aturades (1 home i 5 dones). De les 71 persones inactives 38 estaven jubilades, 10 estaven estudiant i 23 estaven classificades com a «altres inactius».

### Ingressos
El 2009 a Mouthier-en-Bresse hi havia 186 unitats fiscals que integraven 402 persones, la mediana anual d'ingressos fiscals per persona era de 14.611 €.

### Activitats econòmiques
Dels 12 establiments que hi havia el 2007, 1 era d'una empresa alimentària, 1 d'una empresa de fabricació d'altres productes industrials, 4 d'empreses de construcció, 1 d'una empresa de comerç i reparació d'automòbils, 1 d'una empresa de transport, 2 d'empreses de serveis, 1 d'una entitat de l'administració pública i 1 d'una empresa classificada com a «altres activitats de serveis».
Dels 4 establiments de servei als particulars que hi havia el 2009, 1 era un taller de reparació d'automòbils i de material agrícola, 2 paletes i 1 lampisteria.
L'únic establiment comercial que hi havia el 2009 era una fleca.
L'any 2000 a Mouthier-en-Bresse hi havia 39 explotacions agrícoles que ocupaven un total de 1.701 hectàrees.

## Equipaments sanitaris i escolars
El 2009 hi havia una escola elemental integrada dins d'un grup escolar amb les comunes properes formant una escola dispersa.

## Poblacions més properes
El següent diagrama mostra les poblacions més properes.